# Nolwenn
Nolwenn  [nɔlvɛn] ist ein weiblicher Vorname.

## Herkunft und Bedeutung
Der bretonische Name stammt von der bretonischen Phrase Noyal Gwenn, die Heilige von Noyal bedeutet. Dies war der Beiname einer Heiligen und Märtyrerin aus der Bretagne des 6. Jahrhunderts.

## Bekannte Namensträgerinnen
- Nolwenn Korbell (* 1968), französische Sängerin, Songwriterin und Schauspielerin
- Nolwenn Leroy (* 1982), französische Sängerin, Songwriterin und Musikerin